# Campionato del mediterraneo di scherma 2010
Il Campionato del mediterraneo di scherma del 2010 ("2010 Mediterranean Fencing Championships") è stato organizzato dalla Confederazione europea di scherma e si è svolto a Zrenjanin in Serbia dal 30 gennaio al 1 febbraio.
Nella categoria "juniores" del fioretto, si sono aggiudicati i titoli di campione e campionessa del mediterraneo il francese Maxime Pauty, che ha battuto in finale il turco Gokhan Akyalcin, e l'italiana Giulia Scacciati, che ha avuto la meglio sulla greca Elissavet Stantsiou. Nella categoria "cadetti" del fioretto hanno trionfato il francese Maxime Pauty, che ha sconfitto in finale l'italiano Francesco Marotta, e l'italiana Martina Sinigalia, che ha battuto all'ultimo incontro la connazionale Giulia Scacciati.
Nella spada il neo-campione e la neo campionessa "juniores" sono stati l'italiano Marco Fichera, che ha battuto in finale il connazionale Simone Esposito, e la francese Louise Jacob, che ha superato l'italiana Agnese Monarca. Nella categoria "cadetti" hanno vinto l'italiano Marco Fichera, che ha battuto in finale l'iberico Yulen Pereira, e la francese Louise Jacob, che ha sconfitto l'italiana Sara De Alti.
Infine, nella competizione di sciabola della categoria "juniores", hanno trionfato l'italiano Alessandro Riccardi, superando il connazionale Alessio Cappetta, e la tunisina Azza Besbes, che ha sconfitto la francese Fleur Heimendinger. Nella sciabola "cadetti" hanno vinto il titolo mediterraneo, l'italiano Alessandro Riccardi, che ha sconfitto il connazionale Alessio Cappetta, e la greca Stavroula Dimkou, che ha battuto l'italiana Ginevra Simone.

## Podi

### Juniores

#### Uomini
| Specialità  | Oro                 | Argento          | Bronzo                              |
| Individuali |                     |                  |                                     |
| Fioretto    | Maxime Pauty        | Gokhan Akyalcin  | Alessandro Bertolazzi Veran Fijolic |
| Spada       | Marco Fichera       | Simone Esposito  | Alessandro Michon Yulen Pereira     |
| Sciabola    | Alessandro Riccardi | Alessio Cappetta | Emmanuel Gans Hakan Yildirim        |

#### Donne
| Specialità  | Oro              | Argento             | Bronzo                               |
| Individuali |                  |                     |                                      |
| Fioretto    | Giulia Scacciati | Elissavet Stantsiou | Irem Karamete Charlotte Morisset     |
| Spada       | Louise Jacob     | Agnese Monarca      | Valentina Carlini Aya Mahdy          |
| Sciabola    | Azza Besbes      | Fleur Heimendinger  | AMira Ben Chaabane Mena Allah Yasser |

### Cadetti

#### Uomini
| Specialità  | Oro                 | Argento           | Bronzo                               |
| Individuali |                     |                   |                                      |
| Fioretto    | Maxime Pauty        | Francesco Marotta | Gianluca Marinelli Stefan Muc        |
| Spada       | Marco Fichera       | Yulen Pereira     | Simone Esposito Filippo Signani      |
| Sciabola    | Alessandro Riccardi | Alessio Cappetta  | Francesco D’Armiento Fernando Perena |

#### Donne
| Specialità  | Oro               | Argento          | Bronzo                                   |
| Individuali |                   |                  |                                          |
| Fioretto    | Martina Sinigalia | Giulia Scacciati | Ljubica Brankovic Luisa Montalto Monella |
| Spada       | Louise Jacob      | Sara De Alti     | Valentina Carlini Agnese Monarca         |
| Sciabola    | Stavroula Dimkou  | Ginevra Simone   | Begumhan Bilgin Sofia Ciaraglia          |

## Medagliere
| Pos.   | Nazione | Oro | Argento | Bronzo | Totale |
| ------ | ------- | --- | ------- | ------ | ------ |
| 1      | Italia  | 6   | 8       | 10     | 24     |
| 2      | Francia | 4   | 1       | 2      | 7      |
| 3      | Grecia  | 1   | 1       | 0      | 2      |
| 4      | Tunisia | 1   | 0       | 1      | 1      |
| 5      | Turchia | 0   | 1       | 3      | 4      |
| 6      | Spagna  | 0   | 1       | 2      | 3      |
| 7      | Egitto  | 0   | 0       | 2      | 2      |
| 7      | Serbia  | 0   | 0       | 2      | 2      |
| 9      | Croazia | 0   | 0       | 1      | 1      |
| 9      | Libano  | 0   | 0       | 1      | 1      |
| Totale | Totale  | 12  | 12      | 24     | 48     |